# سكابولي
سكابولي هي بلدية في مقاطعة إزرنية في منطقة مليزة بجنوب إيطاليا. اعتبارًا من عام 2011 كان عدد سكانها 758.